# 希歐福克

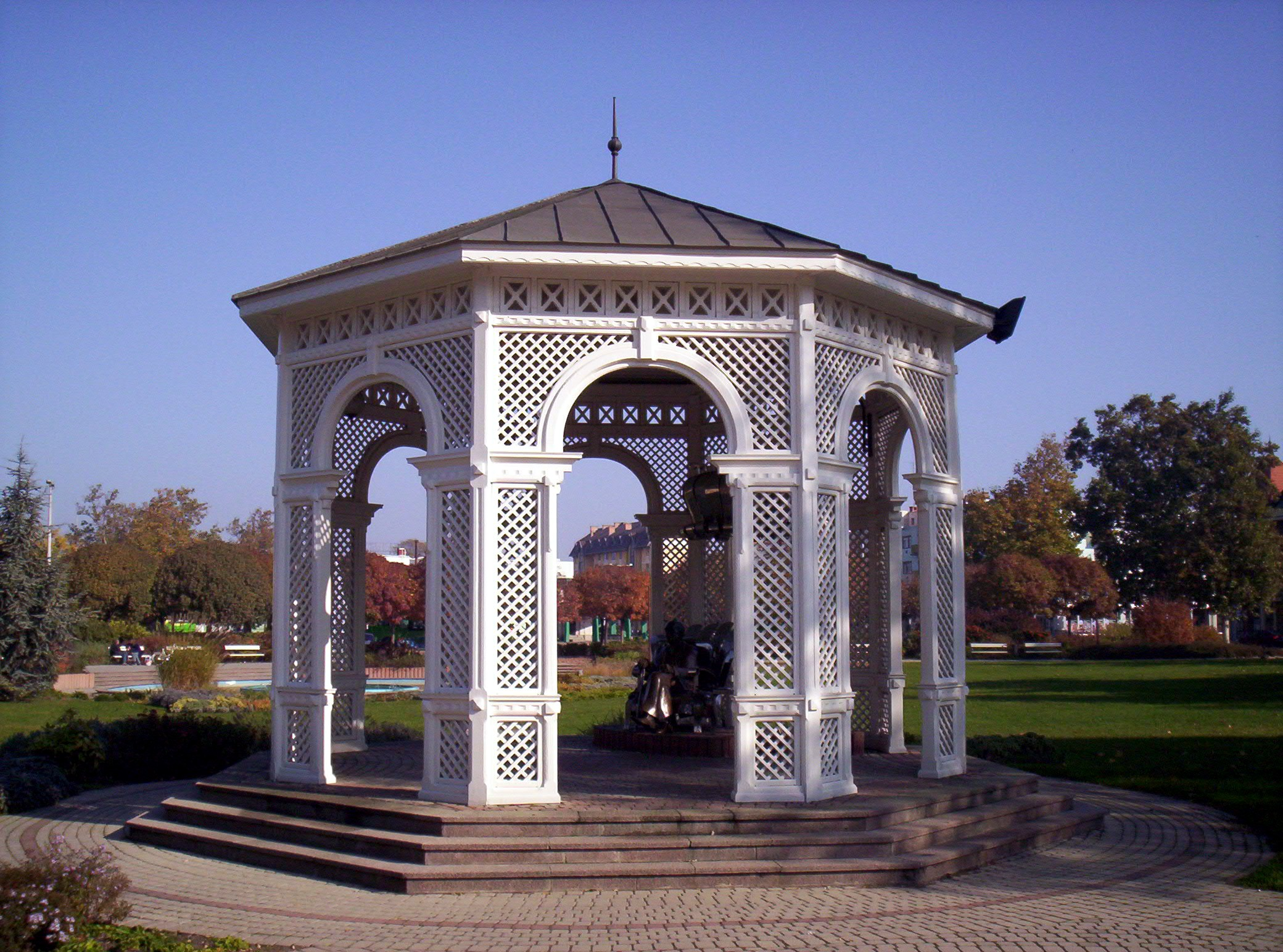

希歐福克（Siófok）是匈牙利的城市，位於該國西部巴拉頓湖南岸，由紹莫吉州負責管轄，面積124.66公里，每年平均降雨量528毫米，主要經濟活動是旅遊業，2011年人口24,347。

## 外部連結
- Official website （页面存档备份，存于）
- Official tourism website （页面存档备份，存于）
- 维基导游上有關Siófok的旅行指南
- Pictures of Siófok （页面存档备份，存于） - Pictures of Siófok
- Siófok flag and Coat of Arms （页面存档备份，存于）
- Street map （页面存档备份，存于） （匈牙利文）
- Siófok map （页面存档备份，存于）
- Useful informations from Siófok[]